# Рубіду (Каліфорнія)
Рубіду (англ. Rubidoux) — переписна місцевість (CDP) в США, в окрузі Ріверсайд штату Каліфорнія. Населення — 34 280 осіб (2010).

## Географія
Рубіду розташований за координатами 33°59′36″ пн. ш. 117°25′5″ зх. д. / 33.99333° пн. ш. 117.41806° зх. д. (33.993207, -117.418150).  За даними Бюро перепису населення США в 2010 році переписна місцевість мала площу 25,76 км², з яких 25,02 км² — суходіл та 0,74 км² — водойми.

## Демографія
Згідно з переписом 2010 року, у переписній місцевості мешкало 34 280 осіб у 8931 домогосподарстві у складі 7264 родин. Густота населення становила 1331 особа/км².  Було 9518 помешкань (370/км²).
Расовий склад населення:
| - 49,4 % — білих - 5,4 % — чорних або афроамериканців - 2,5 % — азіатів - 1,1 % — корінних американців - 0,4 % — вихідців з тихоокеанських островів - 36,4 % — осіб інших рас |

До двох чи більше рас належало 4,8 %. Частка іспаномовних становила 68,0 % від усіх жителів.
За віковим діапазоном населення розподілялося таким чином: 32,1 % — особи молодші 18 років, 60,4 % — особи у віці 18—64 років, 7,5 % — особи у віці 65 років та старші. Медіана віку мешканця становила 29,2 року. На 100 осіб жіночої статі у переписній місцевості припадало 100,4 чоловіків;  на 100 жінок у віці від 18 років та старших — 98,1 чоловіків також старших 18 років.